# Till Warwas
Till Warwas (* 1962 in Bremen) ist ein deutscher Maler.

## Leben
Till Warwas begann sein Studium der freien Malerei bei Klaus Fußmann, 1984 an der Hochschule der Künste Berlin, (jetzt Universität der Künste Berlin) und wurde 1990 sein Meisterschüler.
Seit 2002 nimmt er regelmäßig an den Symposien der Norddeutschen Realisten teil. 2013  erhielt er gemeinsam mit der Künstlergruppe den Kunstpreis der Schleswig-Holsteinischen Wirtschaft. Er lebt und arbeitet als freischaffender Künstler in Bremen.

## Ausstellungen (Auswahl)

### Einzelausstellungen
- 2008: Galerie Art Mayence, Mainz
- 2009: Galerie Halbach, Celle
- 2010: Galerie Rose, Hamburg
- 2011: Galerie am Savignyplatz, Berlin
- 2012: Galerie Nottbohm, Göttingen
- 2013: Galerie Mönch, Bremen
- 2014: Kunsthaus Müllers, Rendsburg
- 2015: Galerie Steinrötter, Münster
- 2016: Kunsthandlung Felix Jud, Hamburg
- 2017: Galerie Koch-Westenhoff, Lübeck
- 2018: Kunsthandlung Messerschmidt, Flensburg
- 2019: Galerie Peerlings, Kampen, Sylt
- 2020: Kunsthandlung Felix Jud, Hamburg
- 2020: Galerie Halbach, Celle
- 2021: Kunsthandlung Felix Jud, Hamburg
- 2021: Galerie Mönch, Bremen
- 2021: Kunsthandlung Messerschmidt, Flensburg
- 2022: Kloster Cismar, Cismar[2]
- 2022: Felix Jud, Hamburg
- 2022: Galerie Müllers, Rendsburg
- 2024 Schloss Ahrensburg

### Gruppenausstellungen
- 2004: Die Norddeutschen Realisten in Blankenese, Museum Altona, Hamburg
- 2004: Weltanschauung Norddeutsche Realisten, Kunsthalle, Gießen
- 2005: An der Ostsee, mit Klaus Fußmann und Hans-Joachim Billib, Schifffahrtsmuseum Flensburg
- 2009: Hafenansichten, Malerei der Norddeutschen Realisten, Internationales Maritimes Museum, Hamburg
- 2009: Till Warwas / Frauke Gloyer, Museum Eckernförde, Eckernförde
- 2010: Die Norddeutsche Realisten, mit Frank Suplie, Lars Möller und Ulf Petermann, Galerie Rose, Hamburg
- 2011: Die Norddeutschen Realisten zu Gast in Celle, Gotische Halle, Celle
- 2012: Die Norddeutschen Realisten auf Sylt, Stadtgalerie Westerland
- 2012: Föhr – Malerische Erkundung einer Insel, mit Lars Möller und Ulf Petermann, Dr. Carl-Häberlin-Friesenmuseum, Föhr
- 2013: Realismus in Norddeutschland, Stiftung Schleswig-Holsteinische Landesmuseen, Schloss Gottorf, Schleswig
- 2013: Die Norddeutschen Realisten sehen Schleswig, Volkskunde Museum Schleswig
- 2013: Kunstpreis der Schleswig-Holsteinischen Wirtschaft an die Norddeutschen Realisten
- 2013: Sommerausstellung – Künstler der Galerie im Kunsthaus Müllers, Rendsburg (Gruppenausstellung)
- 2015: Von Kappeln bis Flensburg, mit Lars Möller und Ulf Petermann, Kunsthaus Hänisch Kappeln
- 2015: Die Norddeutschen Realisten en Pleinair am Hartmannsweilerkopf, Cidal, Deutsche Botschaft, Paris
- 2016: Die Norddeutschen Realisten in Heikendorf, mit Lars Möller und Ulf Petermann, Künstlermuseum Heikendorf[3]
- 2017: Lübecker Bucht – gesehen von Lars Möller, Ulf Petermann, Till Warwas, Ostholstein-Museum Eutin[4]
- 2019: Föhr im Blick. Die Norddeutschen Realisten malen zum Seestadtjubiläum, Dr. Carl-Häberlin-Friesenmuseum, Föhr
- 2019: 5 Norddeutsche Realisten malen in Warschau, mit André Krigar, Margreet Boonstra, Tobias Duwe und Meike Lipp, auf Einladung der Deutschen Botschaft, Warschau
- 2019: Statement. Die Norddeutsche Realisten, mit Margreet Boonstra, Brigitta Borchert, Tobias Duwe, André Krigar, Christopher Lehmpfuhl, Meike Lipp, Mathias Meinel, Ulf Petermann, Eva Pietzcker, Nikolaus Störtenbecker und Frank Suplie, NordArt, Büdelsdorf bei Rendsburg
- 2019: Wolfgang Klähn-Preis; Publikumspreis an die Norddeutschen Realisten auf der NordArt
- 2020: Ostholstein im Blick der Norddeutschen Realisten, Ostholstein Museum, Eutin
- 2020: Best of 2020, mit Georg Baselitz, Anthony Cragg, Jan Dörre, Ulrich Dohmen, Klaus Fußmann, Christian Hein, Hannes Helmke, Sebastian Hosu, Markus Lüpertz, Herta Müller, Erik Offermann, Jorge Pambo, Margarete Schrüfer, Dirk Sommer und Susanne Wurlitzer, Kunsthandlung Osper, Köln
- 2020: Bornholm, mit Lars Möller und Ulf Petermann, Galerie Müllers, Rendsburg
- 2021: HEIMArT, Kunsthandlung Thomas Messerschmidt, Flensburg
- 2021: Nordlicht. Norddeutsche Realisten und Freunde, Galerie Halbach, Gotische Halle, Celle
- 2021: Drei Inseln – Sylt-Amrum-Föhr, Kunsthandlung Felix Jud, Hamburg
- 2021: Bornholm, Gemeinschaftsausstellung mit Lars Möller und Ulf Petermann, Galerie Müllers, Rendsburg
- 2021: Heimart, Gemeinschaftsausstellung Kunsthandlung Messerschmidt, Rendsburg
- 2022: Galerie im Elysee, Hamburg. Gemeinsam mit den Norddeutschen Realisten
- 2023: Die Norddeutschen Realisten malen Bremen. Gemeinsam mit Overbeck-Museum, Vegesacker Geschichtenhaus und dem Hafenmuseum Bremen
- 2023 Elbwärts – Tobias Duwe, Lars Möller und Till Warwas im Jenisch Haus, Hamburg
- 2024 Bretagne und der Norden – Corinna Weiner, Tobias Duwe, Mathias Meinel, André Krigar und Till Warwas. Kunsthandlung Felix Jud, Hamburg
- 2024 Sylt – André Krigar, Lars Möller, Till Warwas. Stadtgalerie Westerland. Kunsthaus Müllers, Rendsburg
- 2024 Künstlermuseum Heikendorf – Land der Legenden – Die Norddeutsche Realisten in der Bretagne